# Nove Selo, Iarmolînți
Nove Selo (în ucraineană Нове Село) este un sat în comuna Tomașivka din raionul Iarmolînți, regiunea Hmelnîțkîi, Ucraina.

## Demografie
Componența lingvistică a localității Nove Selo
     Ucraineană (97,67%)
     Rusă (1,84%)
     Alte limbi (0,49%)
Conform recensământului din 2001, majoritatea populației localității Nove Selo era vorbitoare de ucraineană (97,67%), existând în minoritate și vorbitori de rusă (1,84%).